# 229P/Gibbs
229P/Gibbs è una cometa periodica appartenente alla famiglia delle comete gioviane.
La cometa è stata scoperta il 20 settembre 2009: in effetti era già stata scoperta il 23 agosto 2001 ma all'epoca era stata ritenuta un asteroide.
Unica particolarità di questa cometa è di potere avere incontri ravvicinati col pianeta Giove sufficientemente ravvicinati da far ritenere che in futuro Giove possa cambiare notevolmente l'orbita seguita dalla cometa.